# Penelope Wilton
Dame Penelope Alice Wilton (Scarborough, 3 giugno 1946) è un'attrice britannica, attiva in campo teatrale, cinematografico e televisivo.

## Biografia
Penelope Wilton nasce a Scarborough, figlia della danzatrice ed ex attrice Alice Travers e dell'uomo d'affari Clifford Wilton. È la nipote degli attori Bill Travers e Linden Travers e cugina dell'attore Richard Morant. Ha due sorelle, Rosemary e Linda, che hanno frequentato con lei il convento di Newcastle upon Tyne al quale la madre aveva precedentemente insegnato. Prima del debutto televisivo, ha recitato in teatro. Nel 2004 è entrata nell'Ordine dell'Impero Britannico, mentre nel 2016 viene resa Dama Commendatore dell'Ordine dell'Impero Britannico per i servizi al teatro.
Debutta a teatro nel 1969 mentre la carriera televisiva comincia nel 1972, recitando in seguito in due produzioni della BBC su Shakespeare, Othello e King Lear. Il suo nome diventa noto, però, quando recita al fianco di Richard Briers nella serie Ever Decreasing Circles, che dura dal 1984 al 1989. Al cinema, prende parte ai film La donna del tenente francese (1981), Grido di libertà (1987), Iris - Un amore vero (2001), Calendar Girls (2003), L'alba dei morti dementi (2004), Orgoglio e pregiudizio (2005), Match Point (2005) e History Boys (2006). Ha poi interpretato la regina Elisabetta II del Regno Unito in un ruolo-cameo nel film fantasy di Spielberg Il GGG - Il grande gigante gentile. Nel 2005, Wilton appare varie volte come guest star nella serie Doctor Who; tra il 2010 e il 2015, interpreta Isobel Crawley nella serie televisiva Downton Abbey. Nel 2015 vince il Laurence Olivier Award alla miglior attrice per After Midnight.

## Vita privata
Nel 1975 sposa l'attore Daniel Massey, con cui ha una figlia nel 1977 e dal quale divorzia nel 1984. Nel 1991 sposa Sir Ian Holm, ma divorziano nel 2001.

## Filmografia

### Cinema
- Joseph Andrews, regia di Tony Richardson (1977)
- La donna del tenente francese (The French Lieutenant's Woman), regia di Karel Reisz (1981)
- Clockwise, regia di Christopher Morahan (1986)
- Grido di libertà (Crying Freedom), regia di Richard Attenborough (1987)
- Tutta colpa del fattorino (Blame It on the Bellboy), regia di Mark Herman (1992)
- Il piccolo popolo dei graffignoli (The Borrowers), regia di John Henderson (1992)
- The Return of the Borrowers, regia di John Henderson (1993)
- The Secret Rapture, regia di Howard Davies (1994)
- Carrington, regia di Christopher Hampton (1995)
- This Could Be the Last Time, regia di Gavin Millar (1998)
- The Strange Case of Delphina Potocka or The Mystery of Chopin, regia di Tony Palmer (1999)
- Il giardino di mezzanotte (Tom's Midnight Garden), regia di Willard Carroll (1999)
- Gooseberries Don't Dance, regia di Andrew Kazamia – cortometraggio  (1999)
- Iris - Un amore vero (Iris), regia di Richard Eyre (2001)
- Calendar Girls, regia di Nigel Cole (2003)
- L'alba dei morti dementi (Shaun of the Dead), regia di Edgar Wright (2004)
- Match Point, regia di Woody Allen (2005)
- Orgoglio e pregiudizio (Pride & Prejudice), regia di Joe Wright (2005)
- The History Boys, regia di Nicholas Hytner (2006)
- Marigold Hotel (The Best Exotic Marigold Hotel), regia di John Madden (2011)
- La ragazza del dipinto (Belle), regia di Amma Asante (2013)
- Ritorno al Marigold Hotel (The Second Best Exotic Marigold Hotel), regia di John Madden (2015)
- Il GGG - Il grande gigante gentile (The BFG), regia di Steven Spielberg (2016)
- Il club del libro e della torta di bucce di patata di Guernsey (The Guernsey Literary and Potato Peel Pie Society), regia di Mike Newell (2018)
- Downton Abbey, regia di Michael Engler (2019)
- Bellezza infinita (Eternal Beauty), regia di Craig Roberts (2019)
- Giorni d'estate (Summerland), regia di Jessica Swale (2020)
- L'arma dell'inganno - Operation Mincemeat (Operation Mincemeat), regia di John Madden (2021)
- Downton Abbey II - Una nuova era (Downton Abbey II: A New Era), regia di Simon Curtis (2022)
- L'imprevedibile viaggio di Harold Fry (The Unlikely Pilgrimage of Harold Fry), regia di Hettie Macdonald (2023)

### Televisione
- Thirty-Minute Theatre – serie TV, 1 episodio (1972)
- Country Matters – serie TV, 1 episodio (1972)
- BBC Play of the Month – serie TV, 2 episodi (1972-1975)
- The Pearcross Girls – serie TV, 4 episodi (1973)
- The Song of Songs, regia di Peter Wood – film TV (1973)
- Widowing of Mrs. Holroyd, regia di Simon Langton – film TV (1976)
- The Norman Conquests: Living Together, regia di Herbert Wise – film TV (1977)
- The Norman Conquests: Round and Round the Garden, regia di Herbert Wise – film TV (1977)
- The Norman Conquests: Table Manners, regia di Herbet Wise – film TV (1977)
- Play for Today – serie TV, 2 episodi (1980-1981)
- Othello, regia di Jonathan Miller – film TV (1981)
- The Tale of Beatrix Potter, regia di Bill Hays – film TV (1982)
- Re Lear (King Lear), regia di Jonathan Miller – film TV (1982)
- Ever Decreasing Circles – serie TV, 27 episodi (1984-1989)
- Il giorno delle oche (Laughterhouse), regia di Richard Eyre – film TV (1985)
- C.A.T.S. Eyes – serie TV, 1 episodio (1986)
- The Monocled Mutineer – serie TV, 2 episodi (1986)
- 4 Play – serie TV, 1 episodio (1990)
- Screaming – serie TV (1992)
- Performance – serie TV (1994-1995)
- Talking Heads 2 – serie TV, 1 episodio (1998)
- Alice Through the Looking Glass, regia di John Henderson – film TV (1998)
- Kavanagh QC – serie TV, 1 episodio (1999)
- Wives and Daughters – miniserie TV (1999)
- Rockaby, regia di Richard Eyre – cortometraggio TV (2000)
- The Whistle-Blower, regia di Ben Bolt – film TV (2001)
- Victoria & Albert, regia di John Erman – film TV (2001)
- Bob & Rose – serie TV, 3 episodi (2001)
- Lucky Jim, regia di Robin Shepperd – film TV (2003)
- Falling, regia di Tristram Powell – film TV (2005)
- Doctor Who – serie TV, 4 episodi (2005-2008)
- Five Days – serie TV, 4 episodi (2007)
- Celebration, regia di John Crowley – film TV (2007)
- Half Broken Things, regia di Tim Fywell – film TV (2007)
- The Passion, regia di Michael Offer – miniserie TV (2008)
- Miss Marple (Agatha Christie's Marple) – serie TV, episodio 4x4 (2009)
- Margot, regia di Otto Bathurst – film TV (2009)
- Downton Abbey – serie TV, 52 episodi (2010-2015)
- My Family – serie TV, episodio 10x01 (2010)
- South Riding – serie TV, 3 episodi (2011)
- Masterpiece Theatre – serie TV, 1 episodio (2011)
- North by Northamptonshire – serie TV, 5 episodi (2011-2012)
- The Girl - La diva di Hitchcock (The Girl), regia di Julian Jarrold – film TV (2012)
- After Life – serie TV (2019-2022)

## Teatrografia parziale
- Re Lear, Notthingham Playhouse, Old Vic (1969-1970)
- The Dandy Lion, Notthingham Playhouse (1969)
- The Hostage, Notthingham Playhouse (1969)
- The Philantropist, Royal Court (Londra), Ethel Barrymore Theatre (Broadway) (1971)
- Widower's House, Royal Court (1970)
- West of Suez, Royal Court & Cambridge Theatre (1971)
- The Great Exhibition, Hampstead Theatre Court (1972)
- The Director of the Opera, Royal Court Theatre (1973)
- Il gabbiano, Chichester Festival (1973)
- Something's Burning, Mermaid Theatre (1973)
- The Norman Conquests, Greenwhich Theatre (1974)
- Zio Vanja, Bristol Old Vic (1973)
- Bloomsbury, Phoenix Theatre (1974)
- Misura per misura, Greenwhich Theatre (1975)
- "Play," Play and Others, Royal Court Theatre (1976)
- Plunder, National Theatre (1978)
- The Philanderer, National Theatre (1978)
- Tradimenti, National Theatre (1978)
- Tishoo, Wyndham's Theatre (1979)
- Otello, National Theatre (1980)
- Uomo e superuomo, National Theatre (1981)
- Molto rumore per nulla, National Theatre (1981)
- Il maggiore Barbara, National Theatre (1982)
- The Secret Rapture, National Theatre (1988)
- Andromaca, Old Vic (1988)
- Piano, National Theatre (1990)
- The Deep Blue Sea, Almeida Theatre (1993)
- Vita & Virginia, Ambassador Theatre (1994)
- Lungo viaggio verso la notte, Young Vic (1996)
- Il giardino dei ciliegi, Theatre Royal Bath (1996-1997)
- Heartbreak House, Almeida Theatre (1997-1998)
- A Kind of Alaska, the Collection, the Lover, Donmar Warehouse (1999)
- Il gabbiano, Barbican Centre (2000)
- Le piccole volpi, Donmar Warehouse (2001)
- Afterplay, Gielgud Theatre (Londra), Gate Theatre (Dublino) (2002)
- La casa di Bernarda Alba, National Theatre (2005)
- Di' Joe, Gate Theatre (Dublino), Duke of York's Theatre (Londra) (2006)
- Donne attente alle donne, Swan Theatre (2007)
- John Gabriel Borkman, Donmar Warehouse (2007)
- The Chalk Garden, Donmar Warehouse (2008)
- The Family Reunion, Donmar Warehouse (2008)
- Amleto, Wyndham's Theatre (2009)
- Un equilibrio delicato, Almeida Theatre (2009)
- Taken at Midnight, Chichester Festival, Haymarket Theatre (2014-2015)
- Fanny and Alexander, Old Vic (2018)
- The Bay at Nice, Menier Chocolate Factory (2019)
- Backstairs Billy, Duke of York's Theatre (2023)

## Riconoscimenti
- Critics' Choice Awards
  - 2013 – Candidatura per il miglior cast corale per Marigold Hotel
- Evening Standard Theatre Award
  - 2001 – Miglior attrice per Le piccole volpi
- Premio Laurence Olivier
  - 1981 – Candidatura per la miglior attrice per Uomo e superuomo
  - 1988 – Candidatura per la miglior attrice per The Secret Rapture
  - 1994 – Candidatura per la miglior attrice per Il profondo mare azzurro
  - 2008 – Candidatura per la miglior attrice per John Gabriel Borkman
  - 2009 – Candidatura per la miglior attrice per Il giardino di gesso
  - 2015 – Miglior attrice per Taken at Midnight
- Screen Actors Guild Award
  - 2013 – Candidatura per il miglior cast cinematografico per Marigold Hotel
  - 2013 – Miglior cast in una serie drammatica per Downton Abbey
  - 2014 – Candidatura per la miglior cast in una serie drammatica per Downton Abbey
  - 2015 – Miglior cast in una serie drammatica per Downton Abbey
  - 2016 – Miglior cast in una serie drammatica per Downton Abbey

## Doppiatrici italiane
Nelle versioni in italiano delle opere in cui ha recitato, Penelope Wilton è stata doppiata da:
- Lorenza Biella in Five Days, Downton Abbey (serie TV), Il GGG - Il grande gigante gentile, Downton Abbey (film), After Life (st. 1, 3), Downton Abbey II - Una nuova era
- Ludovica Modugno in Calendar Girls, Match Point, Orgoglio e pregiudizio, La ragazza del dipinto, Miss Marple, After Life (st. 2)
- Aurora Cancian in La donna del tenente francese, Tutta colpa del fattorino, Il piccolo popolo dei Graffignoli, L'imprevedibile viaggio di Harold Fry
- Alba Cardilli ne Il giorno delle oche, Il giardino di mezzanotte
- Vittoria Febbi in Grido di libertà
- Lorella De Luca in L'alba dei morti dementi
- Graziella Polesinanti in The Girl - La diva di Hitchcock
- Rossella Izzo in Marigold Hotel
- Sonia Scotti in Ritorno al Marigold Hotel
- Angiola Baggi in Doctor Who
- Fabrizia Castagnoli in Il club del libro e della torta di bucce di patata di Guernsey
- Marina Tagliaferri ne L'arma dell'inganno - Operation Mincemeat
- Doriana Chierici in Giorni d'estate
- Licinia Lentini in Re Lear  (ridoppiaggio)